# Mesobiotus sicheli
Espèce
Synonymes
- Macrobiotus sicheli Binda, Pilato & Lisi, 2005

Mesobiotus sicheli est une espèce de tardigrades de la famille des Macrobiotidae.

## Distribution
Cette espèce est endémique d'Afrique du Sud.

## Étymologie
Cette espèce est nommée en l'honneur de Giovanni Sichel.

## Publication originale
- Binda, Pilato & Lisi, 2005 : Remarks on Macrobiotus furciger Murray, 1906 and description of three new species of the furciger group (Eutardigrada, Macrobiotidae). Zootaxa, no 1075, p. 55-68.